# Rockin'1000
Rockin'1000 est un supergroupe international de rock, originaire d'Italie, et le plus grand groupe du genre au monde. Environ 1 000 musiciens, répartis entre guitaristes, batteurs, bassistes, claviéristes et chanteurs, se produisent simultanément et en direct devant un public nombreux. 
Fort d'une communauté internationale de plusieurs dizaines de milliers de musiciens rock, provenant principalement d'Italie mais aussi d'autres pays comme la France, l'Espagne, le Brésil, le Mexique, la Colombie ou l'Allemagne. Rockin'1000 propose à la fois des concerts massifs dans des grands stades et divers projets collaboratifs autour du rock. 

## Histoire

### Contexte
Rockin'1000 est un événement musical hors du commun qui a lieu à Cesena, en Italie, à l'été 2014. Fabio Zaffagnini, géologue marin, a eu une vision audacieuse : voir les Foo Fighters se produire dans sa ville natale. Pour réaliser cette vision, il imagine un projet colossal : réunir mille musiciens pour jouer simultanément Learn to Fly et enregistrer une vidéo à envoyer au groupe. Avec l'aide de collaborateurs précoces[Quoi ?], dont Claudia, Cisko, Anita, Martina, Mariagrazia, Marta et Debora, Fabio commence à concrétiser son rêve. Le projet nécessite quatre miracles : trouver les fonds, recruter mille musiciens, organiser leur performance collective et convaincre les Foo Fighters.
Le 26 juillet 2015, l'événement tant attendu se produit : 1 000 rockeurs jouent en parfaite harmonie, impressionnant le monde entier. La vidéo devient virale et attire l'attention de Dave Grohl, le leader des Foo Fighters. Ces derniers acceptent, et le 3 novembre, ils donnent un concert intime de trois heures à Cesena, en présence de tous ceux qui ont participé au projet. Cette expérience ne s'arrête pas là. Rockin'1000 se proclame humblement « le plus grand groupe de rock sur terre », et se prépare pour un nouveau défi : donner un concert complet dans un stade bondé.

### Concerts

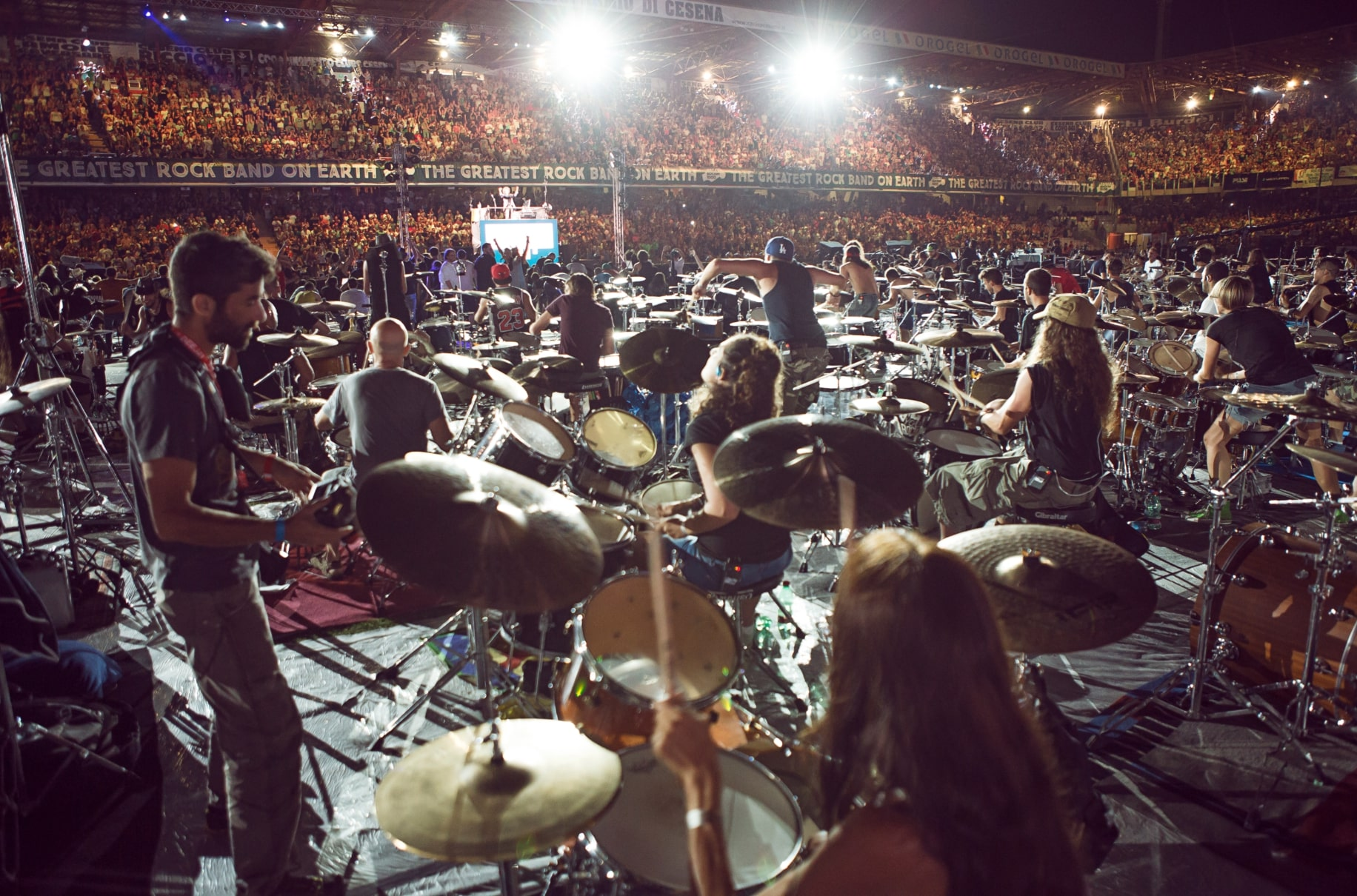
Plus de 200 batteurs donnent le rythme au public du Stade Orogel.

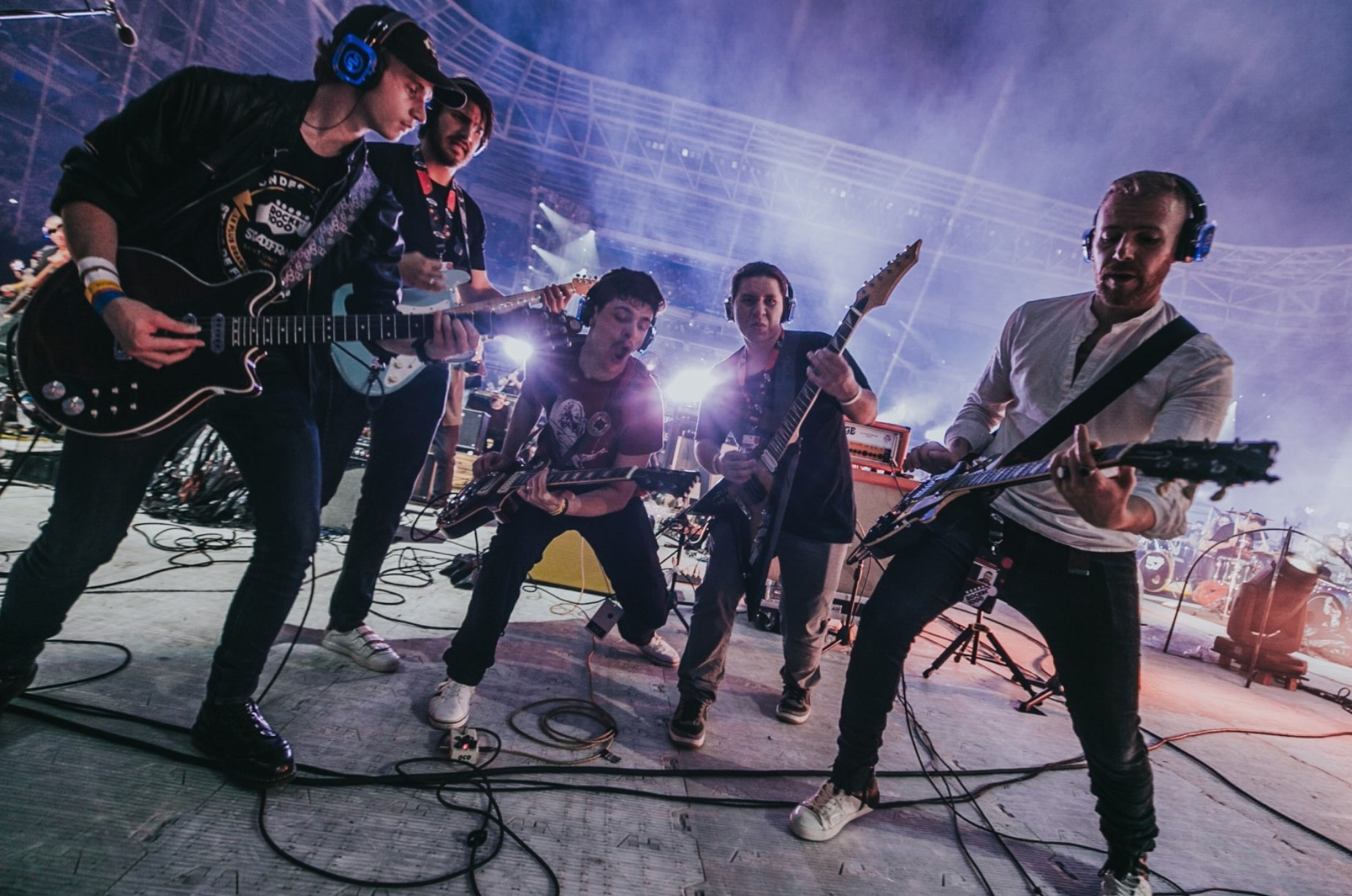
Stefano Re en pleine action avec d'artistes solo venus de tous horizons.

Le 24 juillet 2016, après un an de travail acharné, les mille musiciens jouent un set de 17 tubes rock au stade Manuzzi de Cesena. Cette performance historique est immortalisée dans un album live.
Les 28 et 29 juillet 2017 a lieu le Rockin'1000 Summer Camp sur le toit de l'Europe au Val Vény, un lieu à couper le souffle juste à côté de la ville de Courmayeur. L'idée est de fondre musiciens et public ensemble grâce à un format inédit rendant l'expérience encore plus immersive qu'à Cesena.
Le 21 juillet 2018, Rockin'1000 investit un nouveau stade italien, l'Artemio-Franchi de Florence et ses 20 000 spectateurs. Le format That's Live est repris pour l'occasion et les mille assurent un set de 18 chansons, dont 2 du groupe Hole en duo avec la chanteuse Courtney Love, veuve du regretté Kurt Cobain.
Le 29 juin 2019, le groupe s'exporte à nouveau et joue un set de 19 titres devant 55 000 personnes au Stade de France à Saint-Denis. L'événement est parrainé et présenté par le journaliste rock Philippe Manœuvre, et compte Norbert Krief, guitariste du groupe Trust, parmi ses invités d'honneur. Le 7 juillet 2019, dans la foulée du concert parisien, Rockin'1000 se déplace en Allemagne et propose 18 chansons dans la Commerzbank Arena de Francfort. 3 titres en allemand y sont joués, confirmant la nouvelle habitude de systématiquement jouer des tubes rock locaux partout où le groupe se produit. Le 12 octobre 2019, Rockin'1000 joue un concert de 18 chansons devant 20 000 personnes rassemblées sur le tarmac de l'aéroport de Linate à Milan, pour en célébrer la réouverture. Au milieu d'un décor résolument aéronautique, les mille assurent le show avec les groupes Afterhours et Subsonica.
Le 14 mai 2022, soit près de 3 ans après le dernier show, crise sanitaire oblige, Rockin'1000 revient au Stade de France avec 21 chansons et plus de 1 000 musiciens. Fabio Zaffagnini y prononce un  discours pacifiste en rapport au conflit en Ukraine, ravivé 3 mois plus tôt. La chanson My Hero est jouée en hommage spécial à Taylor Hawkins, regretté batteur des Foo Fighters disparu le 25 mars. Le 18 septembre 2022 marque la première collaboration avec Aperol, où 500 musiciens jouent à Venise, dans l'aéroport Giovanni Nicelli, devant un parterre d'invités dans la foulée de la Mostra. Achille Lauro y est l'invité d'honneur. Le concert laisse ensuite place à une gigantesque soirée DJ à ciel ouvert. Le 1er octobre 2022 constitue le tout premier concert Rockin'1000 sur le continent sud-américain. L'Allianz Parque de São Paulo et ses 40 000 spectateurs assistent alors pour la première fois au méga show configuré à 360°, avec couverture photo et vidéo par des drones. 23 Français jouent parmi les 1 000.
Le 3 juin 2023, dans le cadre de leur tournée mondiale Humans World Tour dont les étapes prévues au Mexique et en Colombie sont reportées, Rockin'1000 se produit en Espagne où plus de 35 000 spectateurs du Civitas Metropolitano de Madrid découvrent la nouvelle setlist dont les nouveaux titres sont choisis par la communauté. How We Roll y est jouée pour la toute première fois en public. Le 7 juin 2023 marque la deuxième collaboration avec Aperol, où cette fois 1 000 musiciens profitent du merveilleux cadre proposé par le Stadio dei Marmi, attenant au Stadio Olimpico de Rome. Les Mille se produisent à 360° avec Rkomi comme invité. Les chanteurs font la promotion du concert dans les studios de la Rai 2 et chantent Bohemian Rhapsody a cappella lors de la matinale de Fiorello. Le 29 juillet 2023 voit le super-groupe revenir sur ses terres natales, lors du concert caritatif Rockin'1000 for Romagna visant à lever des fonds pour venir en aide aux régions victimes d'inondations dans la région d'Emilie-Romagne plus tôt dans l'année. 1 000 musiciens se produisent au côté de Diodato, invité d'honneur, lors d'un show à 360° électrisant les 20 000 spectateurs du stade Dino-Manuzzi.

### Projets
Le 6 avril 2020, Rockin'1000 réunit 1 200 musiciens dans une vidéo en direct intitulée Together We Can, une variante de l'habituel Together We Joy de la marque Aperol. Plus de 100 000 € sont collectés et reversés au système de santé italien pour lutter contre la pandémie de Covid-19. Le 30 octobre 2020, Rockin'1000 établit un record du monde auprès du Guinness World Records pour « le plus de vidéos dans un medley musical » à Dubaï lors du Global GIG 2020 avec plus de 2 500 chanteurs et musiciens venant de plus de 80 pays.
Le 8 avril 2022, Rockin' 1000 propose une version spéciale de Give Peace a Chance de John Lennon pour ouvrir le Concours Eurovision de la chanson 2022, enregistrée sur la Piazza San Carlo, à Turin. Le clip vidéo, spot publicitaire et ouverture de la dernière soirée, est diffusé dans toute l'Europe. Dès l'été suivant (2023), Rockin'1000 lance son projet S000ngwriting, dont l'ambition est de réunir plus de 800 auteurs-compositeurs afin de créer une chanson originale. Près de 80 d'entre eux se sont réunis fin janvier 2023 au Teatro Verdi de Cesena, pour interpréter How We Roll, qui devient le 1er juin 2023 le single officiel de Rockin'1000 (avec Chris Robertson des Black Stone Cherry). Le 10 mai 2023, Rockin'1000 annonce que Karen Ricoy, jeune mexicaine chanteuse et créatrice de contenu, est sélectionnée parmi des centaines de candidatures au projet Rockstar Wanted pour devenir l'un des visages du groupe. Sa participation aux futurs concerts et l'animation de ses réseaux sociaux à base de contenu généré autour de la marque font notamment partie du contrat.

## Fiche technique

### Setlist
Voici l'ensemble des titres repris lors des concerts de Rockin'1000, triés par fréquence de reprise : 
| Titre                                                   | Artiste                      | Total |
| ------------------------------------------------------- | ---------------------------- | ----- |
| Learn to Fly                                            | Foo Fighters                 | 14    |
| Seven Nation Army                                       | The White Stripes            | 12    |
| Killing in the Name                                     | Rage Against The Machine     | 10    |
| Smells Like Teen Spirit                                 | Nirvana                      | 9     |
| Won't Get Fooled Again                                  | The Who                      | 9     |
| Jumpin' Jack Flash                                      | The Rolling Stones           | 8     |
| Medley                                                  | Jimi Hendrix / Led Zeppelin  | 7     |
| Another Brick in the Wall, Part 2                       | Pink Floyd                   | 7     |
| Don't Look Back in Anger                                | Oasis                        | 6     |
| Born to Be Wild                                         | Steppenwolf                  | 6     |
| Where is My Mind?                                       | Pixies                       | 5     |
| Blitzkrieg Bop                                          | Ramones                      | 5     |
| Uptown Funk                                             | Mark Ronson ft. Bruno Mars   | 5     |
| Come Together                                           | The Beatles                  | 5     |
| Paradise City                                           | Guns N' Roses                | 5     |
| Enter Sandman                                           | Metallica                    | 4     |
| Gold on the Ceiling                                     | The Black Keys               | 4     |
| I Wanna Be Your Dog                                     | The Stooges                  | 4     |
| Bohemian Rhapsody                                       | Queen                        | 3     |
| Born to Run                                             | Bruce Springsteen            | 3     |
| Medley                                                  | Green Day                    | 3     |
| Bullet With Butterfly Wings                             | The Smashing Pumpkins        | 3     |
| Hard to Handle                                          | Otis Redding                 | 3     |
| Highway to Hell                                         | AC/DC                        | 3     |
| How We Roll                                             | Rockin'1000                  | 3     |
| Knights of Cydonia                                      | Muse                         | 3     |
| Livin' on a Prayer                                      | Bon Jovi                     | 3     |
| Suck My Kiss                                            | Red Hot Chili Peppers        | 3     |
| Yellow                                                  | Coldplay                     | 3     |
| Space Oddity                                            | David Bowie                  | 3     |
| Bitter Sweet Symphony                                   | The Verve                    | 3     |
| We Will Rock You                                        | Queen                        | 3     |
| Should I Stay or Should I Go                            | The Clash                    | 3     |
| Under Pressure                                          | Queen feat. David Bowie      | 3     |
| Rockin' in the Free World                               | Neil Young                   | 3     |
| Male di Miele                                           | Afterhours                   | 3     |
| My Hero                                                 | Foo Fighters                 | 2     |
| Numb                                                    | Linkin Park                  | 2     |
| Rebel Rebel                                             | David Bowie                  | 2     |
| Shoot to Thrill                                         | AC/DC                        | 2     |
| Smoke on the Water                                      | Deep Purple                  | 2     |
| Song 2                                                  | Blur                         | 2     |
| Un Autre Monde                                          | Téléphone                    | 2     |
| Fortunate Son                                           | Creedence Clearwater Revival | 2     |
| Rockin' All Over the World                              | Status Quo                   | 2     |
| Lithium                                                 | Nirvana                      | 2     |
| Sympathy for the devil                                  | The Rolling Stones           | 2     |
| Tutti Miei Sbagli                                       | Subsonica                    | 2     |
| You Get What You Give                                   | New Radicals                 | 2     |
| What a Wonderful World                                  | Joe Ramones                  | 2     |
| Malibu                                                  | Hole                         | 2     |
| Police On My Back                                       | The Equals                   | 2     |
| Up Patriot to Arms                                      | Franco Battiato              | 2     |
| All I Want For Christmas Is You                         | Maria Carey                  | 1     |
| A Minha Menina                                          | Os Mutantes                  | 1     |
| Allumer le Feu                                          | Johnny Hallyday              | 1     |
| Antisocial                                              | Trust                        | 1     |
| Ballata per la Mia Piccola Iena                         | Afterhours                   | 1     |
| C'est Comme Ça                                          | Les Rita Mitsouko            | 1     |
| C'mon Everybody                                         | Eddie Cochran                | 1     |
| Celebrity Skin                                          | Hole                         | 1     |
| Deck the Halls                                          | Twisted Sisters              | 1     |
| Domenica                                                | Achille Lauro                | 1     |
| E La Vita, La Vita                                      | Cochi e Renato               | 1     |
| Entre Dos Tierras                                       | Héroes del Silencio          | 1     |
| Find the Cost of Freedom                                | Crosby, Still & Nash         | 1     |
| Give Peace a Chance                                     | John Lennon                  | 1     |
| Happy Together                                          | The Turtles                  | 1     |
| Happy Christmas (WAr is Over)                           | John Lennon                  | 1     |
| Hier Kommt Alex                                         | Die Toten Hosen              | 1     |
| I Giardini di Marzo                                     | Lucio Battisti               | 1     |
| Il Tempo di Morire                                      | Lucio Battisti               | 1     |
| Insuperabile                                            | Rkomi                        | 1     |
| It's a Long Way to the Top (If You Wanna Rock 'n' Roll) | AC/DC                        | 1     |
| Je Dis M / Machistador (Medley)                         | -M-                          | 1     |
| Jingle Bell Rock                                        | Bobby Elms                   | 1     |
| Medley                                                  | Radiohead                    | 1     |
| Me Ne Frego                                             | Achille Lauro                | 1     |
| Metamorfose Ambulante                                   | Raul Seixas                  | 1     |
| Mojo                                                    | -M-                          | 1     |
| Nuova Ossessione                                        | Subsonica                    | 1     |
| Oh Jonny                                                | Jan Delay                    | 1     |
| Olympia                                                 | Hole                         | 1     |
| Partire da Te                                           | Rkomi                        | 1     |
| People Have The Power                                   | Patti Smith                  | 1     |
| Rock and Roll All Nite                                  | KISS                         | 1     |
| Romagna Mia                                             | Secondo Casadei              | 1     |
| Salta!!!                                                | Tequila                      | 1     |
| Santa Claus Is Coming To Town                           | Bruce Springsteen            | 1     |
| Sexy                                                    | Marius Müller-Westernhagen   | 1     |
| Supersonic                                              | Oasis                        | 1     |
| Te Deum                                                 | Charpentier                  | 1     |
| Tender                                                  | Blur                         | 1     |
| Una Musica Puo Fare                                     | Max Gazzè                    | 1     |
| We Will Rock You (Fast version)                         | Queen                        | 1     |
| You Really Got Me                                       | The Kinks                    | 1     |

### Production

#### Front office
(juillet 2024).
Le contenu est difficilement compréhensible vu les erreurs de traduction, qui sont peut-être dues à l'utilisation d'un logiciel de traduction automatique.
- Fabio Zaffagnini : CEO & Creative Director
- Claudia Spadoni : General Manager & Executive Producer
- Martina Pieri : Marketing & Communication Manager
- Maria Grazia Canu : Media & Press Relations Manager
- Cisko : Administrative & Technical Manager

#### Gurus musicaux
- Lele Borghi : batterie
- Claudio Cavallaro : guitare
- Biagio Esposito : basse
- Enrico Farnedi : cuivres
- Alberto Paderni : batterie
- Stefano Re' : guitare
- Augusta Trebeschi : chant
- Stefano Zeni : cordes

#### Équipe technique
(juillet 2024).
Le contenu est difficilement compréhensible vu les erreurs de traduction, qui sont peut-être dues à l'utilisation d'un logiciel de traduction automatique.
- Michele Telaro : Chief of Strategic Development
- Tommaso Speroni : Chief Technology Officer
- Mario D'Amico : Business Manager
- Laura Nicoli : Content Manager
- Deb Castellucci : Customer Care
- Nick Russo : Community Manager

## Informations complémentaires

### Fonctionnement
Rockin'1000 rassemble plus de mille musiciens pour jouer ensemble lors de concerts toujours plus spectaculaires. Le processus implique la coordination de nombreux aspects, notamment :
- Recrutement de musiciens : Rockin'1000 invite des musiciens du monde entier à participer à ses événements. Ils peuvent s'inscrire en ligne et sont sélectionnés pour rejoindre le groupe en fonction de leurs compétences et de leur instrument en envoyant une vidéo qui servira à les auditionner. Seuls les musiciens sélectionnés auront ensuite le droit de postuler aux événements en fonction de leurs disponibilités. Les postulants engagés directement pour un participer à un concert seront ceux qui auront été les plus rapides à manifester leur désir à l'ouverture des inscriptions, les autres seront en liste d'attente pour leur instrument ou voix et devront attendre d'éventuels désistements.
- Organisation logistique : une fois les musiciens sélectionnés, l'organisation prend en charge la logistique de l'événement, y compris la coordination des répétitions, l'éventuelle location d'équipements (amplificateurs, guitare, batterie) et la gestion des détails autour du show.
- Répétitions : les musiciens se réunissent pour des répétitions afin de préparer les morceaux qu'ils joueront lors du concert. Cela permet de coordonner les différents instruments et de s'assurer que tout se passe bien le jour du spectacle.
- Performance : le jour du concert, les mille musiciens « montent sur scène » et jouent ensemble devant un public enthousiaste. L'objectif est de créer une expérience musicale puissante et mémorable, tant pour les participants que pour les spectateurs.

Rockin'1000 réunit une communauté de musiciens passionnés pour créer des concerts uniques et épiques célébrant la musique et l'esprit collaboratif.

### Promotion
Rockin'1000 collabore avec différents partenaires promoteurs pour organiser ses concerts. Parmi ces partenaires figurent :
- Municipalités et autorités locales des villes hôtes, qui fournissent un soutien logistique et contribuent à la promotion de l'événement.
- Sponsors et entreprises, pour obtenir un soutien financier et logistique. Ces partenaires peuvent fournir des fonds pour couvrir les coûts de production de l'événement ou offrir des services et des équipements nécessaires. Exemples : Aperol, Ballantine's, Intesa Sanpaolo...
- Organisateurs d'événements professionnels pouvant également être impliqués dans la planification et l'exécution des concerts. Ils apportent leur expertise en matière de production d'événements pour assurer le bon déroulement des spectacles. Exemples : Fever, Stade de France...
- Médias et partenaires pour faire connaître ses concerts et attirer un public plus large. Cela peut inclure la diffusion d'annonces publicitaires, des interviews avec les organisateurs et la couverture médiatique de l'événement. Exemples : TedX, Rai 2, GQ, El País...

### Financement
Le financement participatif de Rockin'1000 a été crucial pour soutenir ses projets ambitieux. Des plateformes de financement participatif, telles que Kickstarter ou Indiegogo, permettent aux personnes du monde entier de faire des dons pour soutenir un projet, en échange de récompenses ou de contreparties spéciales (accès VIP à des concerts, produits dérivés exclusifs, possibilité de participer aux événements en tant que musicien). Les fans et supporters de Rockin'1000 sont également invités à contribuer financièrement aux projets de l'organisation, allant de petits dons individuels à des montants plus importants de la part de sponsors ou de mécènes.
Rockin'1000 définit des objectifs de financement clairs pour chaque campagne de financement participatif, en précisant comment les fonds seraient utilisés pour soutenir ses projets, tels que l'organisation de concerts massifs ou la production de vidéos musicales. Pour encourager les contributions, Rockin'1000 utilise divers canaux de communication et de promotion (réseaux sociaux, newsletters, événements en direct...) en partageant des histoires inspirantes, des vidéos captivantes et des mises à jour régulières sur l'avancement de leurs projets.
Grâce à cette approche participative, Rockin'1000 mobilise une communauté mondiale d'amateurs de rock pour réaliser ses ambitieux projets, contribuant ainsi à la croissance et à la réussite de l'organisation.

### Médias
| Titre                  | Media            | Réalisation    | Date de parution |
| ---------------------- | ---------------- | -------------- | ---------------- |
| We Are the Thousand    | Documentaire     | Anita Rivaroli | 25 octobre 2020  |
| Rockin'1000 Global Gig | Concert virtuel  | Global Village | 26 octobre 2020  |
| Rockin'1000 dal Vivo   | Passage télévisé | Viva Rai Due   | 6 juin 2023      |